# Premio Atenea
Der Premio Atenea ist ein Literatur- und Wissenschaftspreis, der durch die Zeitschrift Atenea der Universität von Conception in Chile an jeweils einen oder mehrere Preisträger verliehen wird. Zunächst wurde er zwischen 1929 und 1966 jährlich für hervorragende Werke der Bereiche Literatur, Wissenschaft und Geschichtsforschung vergeben. Von 1967 bis 1993 wurde die Preisverleihung ausgesetzt. Dann wurde der Preis 1994 und 1997 erneut vergeben und wird seit 2006 in geraden Jahren für literarische Werke, in ungeraden Jahren für wissenschaftliche Werke verliehen.

## Preisträger
- 1929 Manuel Rojas El delincuente
- 1930 Eugenio Gonzalez Más afuera, Alberto Reid Hiriundo, Albero Romero La viuda del conventillo
- 1931 Joaquín Edwards Bello Valparaíso, ciudad del viento
- 1932 Carlos Keller Rueff La eterna crisis chilena, Luis Durand Campesinos
- 1933 Alcibíades Santa Cruz Compendio de botánica, Ernesto Montenegro Cuentos de mi tía Ventura
- 1934 Domingo Melfi Pacífico-Atlántico, Augusto D’Halmar Por todo su obra literaria
- 1935 Leonidas Corona Química norma y patológica de la sangre
- 1936 Guillermo Koenenkampf Geografía santa
- 1937 Mariano Latorre Hombres y zorros
- 1938 Alejandro Vicuña Horacio, Sady Zañartu Lastarria
- 1939 Chela Reyes Puertos verdes y caminos blancos, Argeo Angiolani, Introducción al estudio la química industrial
- 1940 Hérnan Díaz Arrieta Don Alberto Blest Gana, Benjamín Subercaseaux Chile o una loca geografía
- 1941 Daniel de la Vega La sonrisa con lagrimas, Carlos Charlín Correa Lecciones de clínicas de medica oftalmológica
- 1942 Rafael Maluenda Armiño negro, Reinaldo Lomboy Ranquil
- 1943 Marta Brunet Aguas abajo, Juan Verdaguer Desprendimiento retinal, Alejandro Reyes El litre
- 1944 Oscar Castro La sombra las cumbres
- 1945 Luz de Vianna No sirve la luna blanca, Raúl Ortega Manual de puericultura
- 1946 Fernando Santiván El bosque emprende su marcha
- 1947 María Flora Yánez Visiones de infancia, Luis Meléndez El unicornio, la paloma y la serpiente
- 1948 Eduardo Barrios Gran señor y rajadiablos
- 1949 Luis Durand Frontera
- 1950 Leopoldo Muzzioli Atropía, nueva magnitud termodinámica, Benjamín Subercaseaux Jemmy Button
- 1951 Daniel Belmar Coirón, Antonio Romera Historia de la pintura en Chile
- 1952 Emilio Rodríguez Mendoza El fraile de la buena muerta, Avelino León Hurtado Voluntad y capacidad en los actos jurídicos
- 1953 Luis Oyarzún El pensamiento de Lastarria
- 1954 Juan Marín El Egipto de los faraones, Roberto Vilches A. Semántica española
- 1955 Fernando Santiván Memorias de un tolstoyano
- 1956 José Manuel Vergara Daniel y los leones dorados
- 1957 Efraín Barquero La compañera
- 1958 Fernando Alegría Caballo de copas
- 1959 Luis Merino Reyes Última llama
- 1960 Jorge Millas Estudio sobre la historia espiritual de occidente
- 1961 Roque E. Scarpa Thomas Mann. Una personalidad en su obra
- 1962 Hernán Larraín Acuña La génesis del pensamiento de Ortega, Hermann Niemeyer Bioquímica general
- 1963 Arturo Aldunate Phillips Los robots no tiene Dios en el corazón, Enrique Lihn La pieza oscura, Alberto Baltra Teoría económica
- 1964 Gonzalo Rojas Contra la muerte, Raúl Silva Castro Eusebio Lillo, Pablo Neruda Memorial de Isla Negra
- 1965 Jorge Edwards El peso de la noche, Sergio Correa Bello El Cautiverio Feliz en la política chilena del Siglo XVII, Carlos Ruiz-Fuller Geología y yacimientos metalíferos en Chile
- 1966 Eugenio Pereira Salas Historia del arte en el Reino de Chile, Roberto Donoso Barros Reptiles de Chile, Rodolfo Oroz La lengua castellana en Chile
- 1994 Jorge Edwards Fantasmas de carne y hueso
- 1997 Clodomiro Marticorena Pairoa, Roberto Rodríguez Ríos Flora de Chile
- 2006 Guadalupe Santa Cruz Plasma
- 2007 Jorge Nogales Gaete, Archibaldo Donoso und Renato Verdugo – Tratado de neurología clínica[1]
- 2008 Germán Marín Basuras de Shangai
- 2012 Tomás Harris Las dunas del deseo
- 2015 Omar Lara Cuerpo final
- 2016 Gabriel Gatica A Simple Introduction to the Mixed Finite Element Method
- 2017 Pilar García Mito-Historia: La novela en el cambio de siglo en Chile[2]
- 2019 Hugo Segura Gómez Termodinámica de procesos químicos[3]
- 2020 Alejandra Costamagna El sistema del tacto[4]
- 2021 María Angélica Illanes Movimiento en la tierra. Luchas campesinas, resistencia patronal y política social agraria. Chile, 1927–1947[5]
- 2022 Rosabetty Muñoz Serón Santo Oficio[6]
- 2023 Nayareth Pino Mientras dormías, cantabas[7]
- 2024 Grínor Rojo La cultura moderna de América Latina[8]